# Repetita iuvant
Repetita iuvant è una locuzione latina che, tradotta letteralmente, significa "Le cose ripetute giovano".

## Uso
- Il senso della frase è che una cosa, a forza di essere ripetuta, viene appresa da chi ascolta. Ha valore non solo in senso puramente didattico, ma anche in rapporto alle esperienze dirette (le cose ripetute giovano): ripetere un gesto o un'azione può dare piacere o, comunque, migliorare l'esecuzione di una determinata azione.
- Può inoltre assumere una connotazione peggiorativa, specie nel linguaggio giornalistico, in un contesto in cui si voglia sottolineare l'uso della ripetizione come mezzo di persuasione e di diffusione di notizie e affermazioni non necessariamente vere o fondate.
- Infine, in contesti aziendali, l'espressione può essere utilizzata per indicare un'enfasi eccessiva su certe attività al fine di assegnarne il relativo merito o demerito alle funzioni o persone che le gestiscono.